# Миколаївська дорога
Миколаївська дорога — дорога в місті Одеса, місцевість Лузанівка та Пересип. Пролягає від перетину вулиць Отамана Головатого, Чорноморського козацтва і 7-ї Пересипської до Південної дороги та проспекту Князя Володимира Великого.
Прилучаються вулиці Похила, Червона, Лузанівська, 2-га Лузанівська, 1-ша Сортувальна, 3-тя Лузанівська, Сортувальна, провулок Векслера, вулиці Лиманна, 1-ий Ключовий провулок та вулиця Жевахова.

## Історія
У 1935 році вулиця з'явилась, як дорога Котовського, що йде на селище Котовського. У 2014 році назву змінено через загрозу теракту.

## Галерея

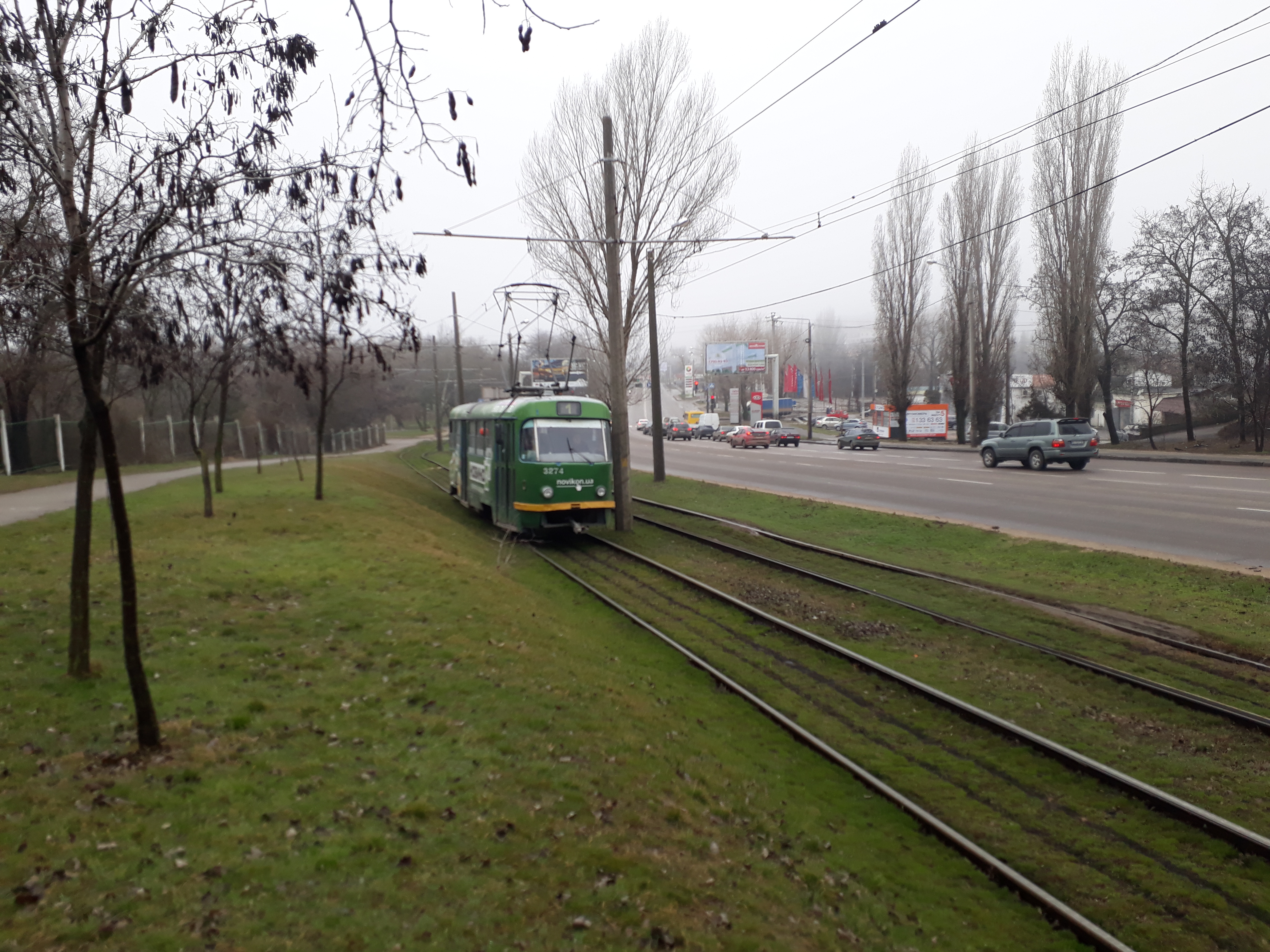
Кінець вулиці біля «Молодої Гвардії»
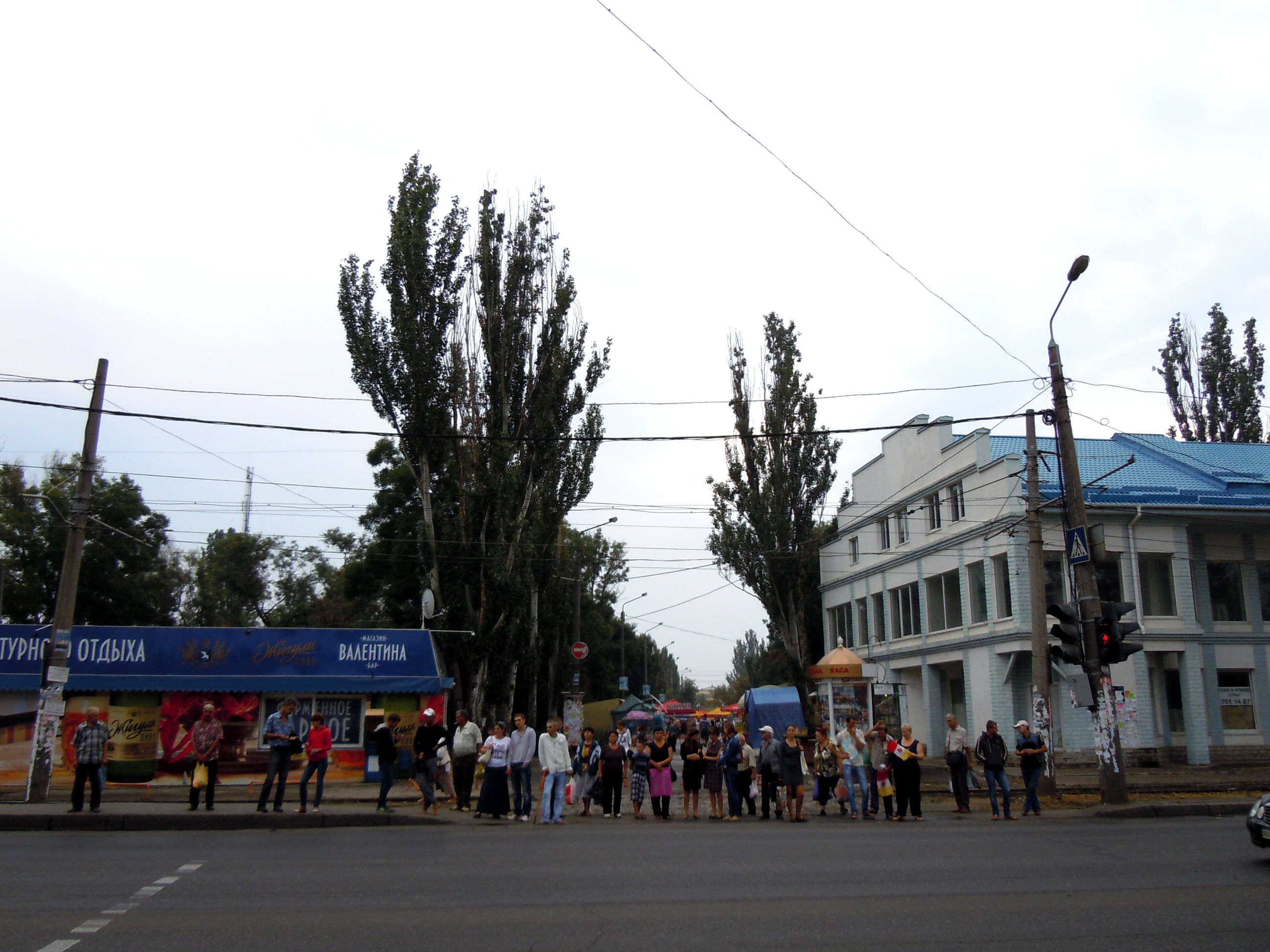
Вхід до гідропарку «Лузанівка»
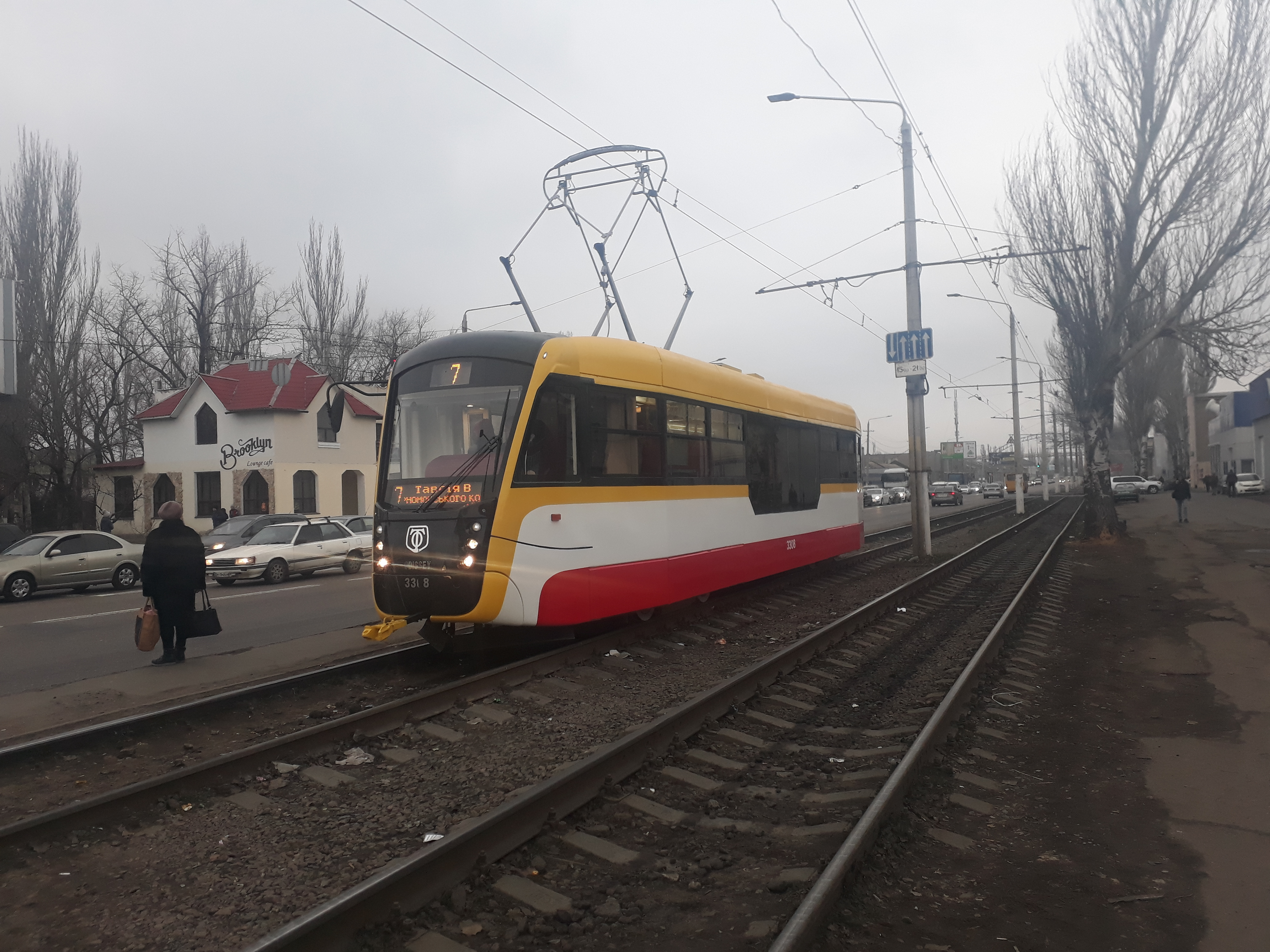
Центральна частина вулиці
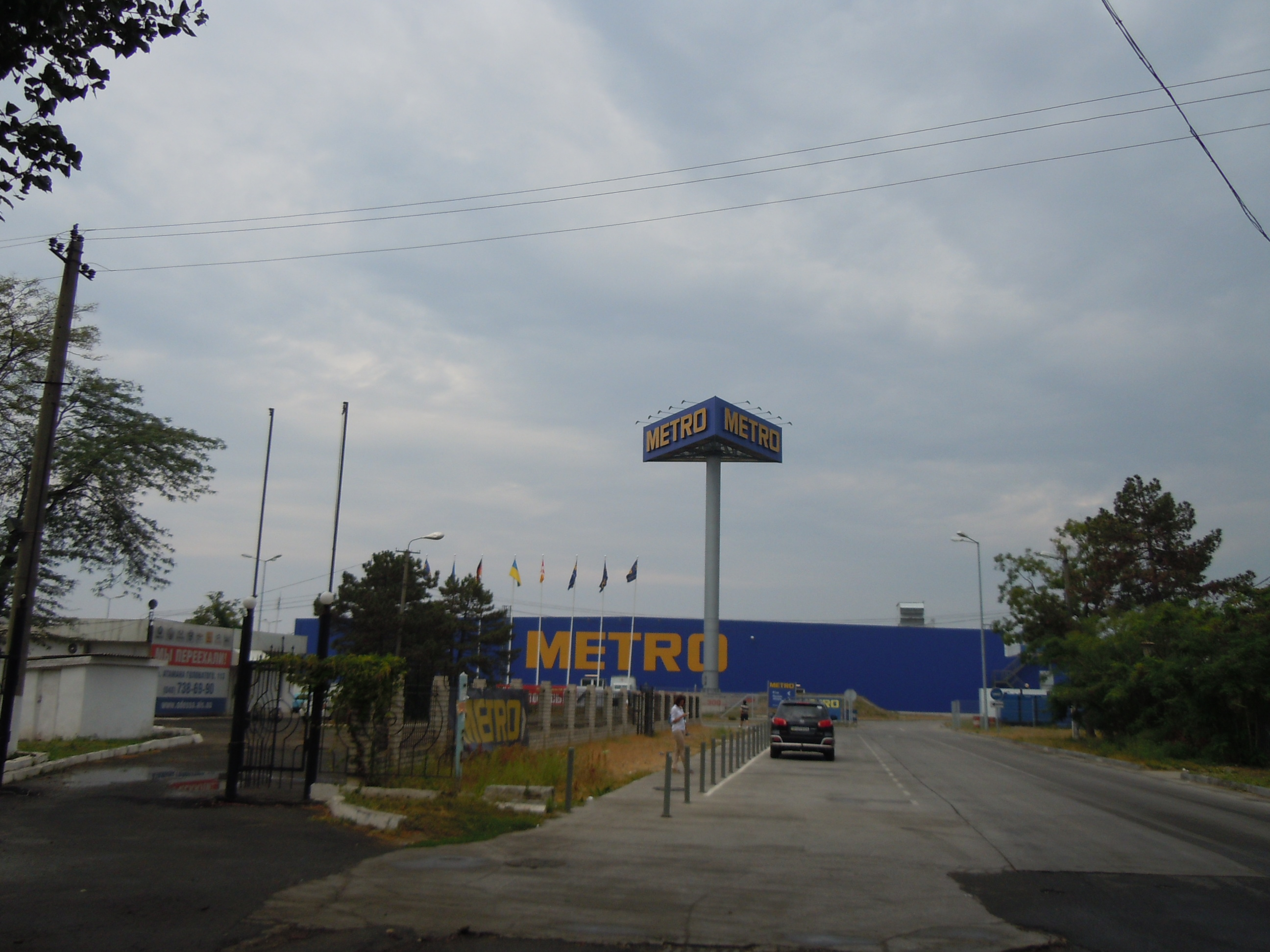
№ 307/1 — гіпермаркет «Метро»
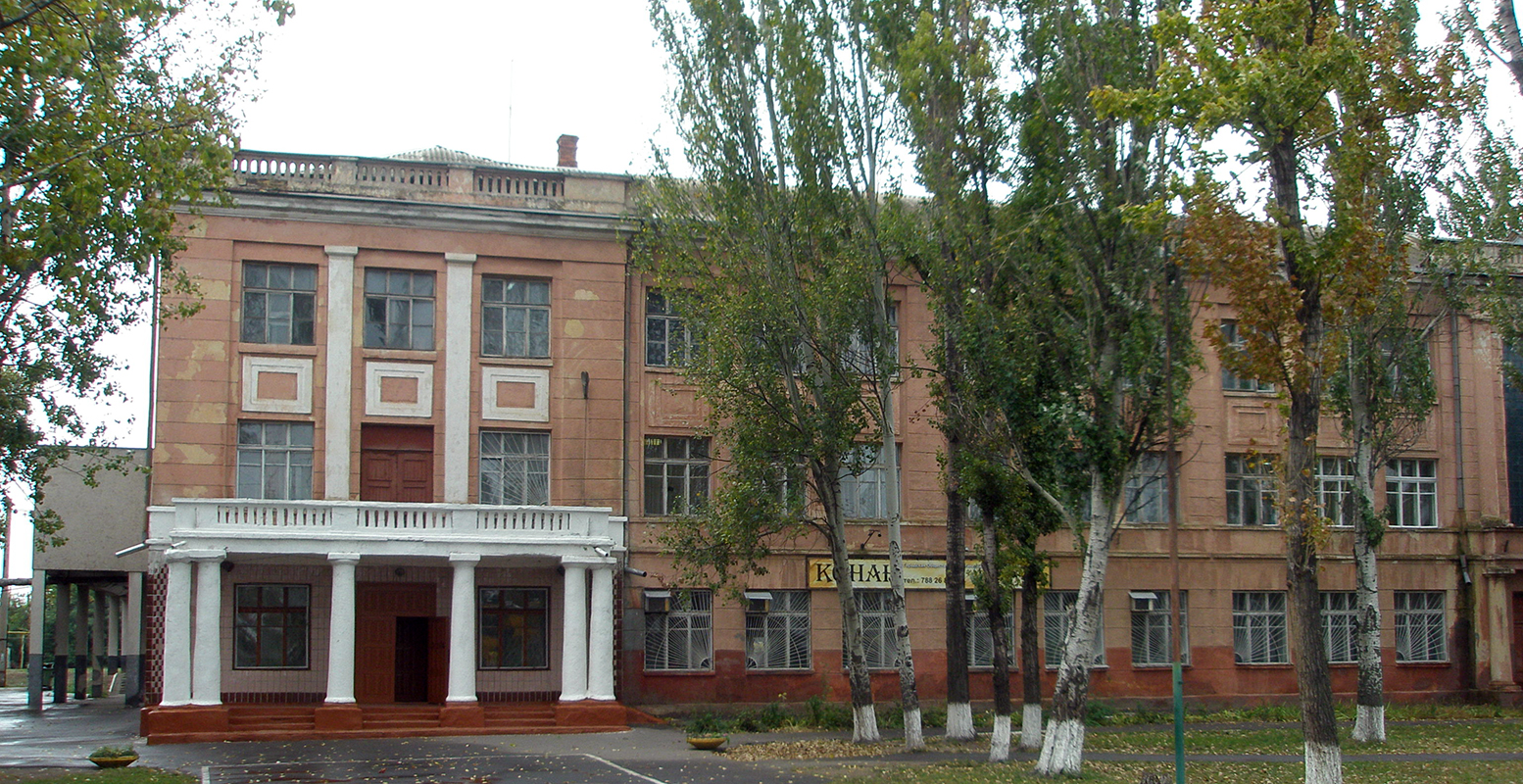
№ 283 — школа № 23, 1938 р., типовий проєкт